# Apollodorus (cráter)
Apollodorus es un cráter de impacto de 41,5 km de diámetro del planeta Mercurio. Debe su nombre al arquitecto romano de origen griego Apolodoro de Damasco (Ἀπολλόδωρος ὁ Δαμασκηνός, c.60-133), y su nombre fue aprobado por la Unión Astronómica Internacional en 2008.
Su aspecto inusual, con canales oscuros radiales, dio lugar al sobrenombre de la Araña poe parte de los científicos, antes de decidirse su nombre oficial. Apollodorus está próximo a Pantheon Fossae, que es un sistema de fosas tectónicas radiales situadas en la parte interior de la cuenca Caloris. El suelo, el borde y las paredes de Apollodorus son de un material de baja reflectancia (LRM, low reflectance material) excavado durante el impacto sobre llanuras volcánicas, cubriendo la parte central de la cuenca Caloris.
En la actualidad no se sabe si jugó un papel en la formación de las fosas o si su ubicación es simplemente una coincidencia, aunque los grabens no parecen cortar el borde del cráter y las eyecciones de impacto cubren los grabens, lo que sugiere que Apollodorus es posterior al Pantheon Fossae. Además, el cráter está ligeramente desplazado (unos 40 km) del centro exacto de la Pantheon Fossae.